# Hebron (Botswana)
Hebron é uma vila localizada no Distrito do Sul em Botswana. Possuía, em 2011, uma população estimada de 950 habitantes.